# حفاری افقی (Horizontal drilling)
حفاری افقی یا افقی‌کاری (به انگلیسی: Horizontal drilling) نوعی از حفاری است که در آن پس از دسترسی به مخزن، مسیر چاه به‌صورت افقی ادامه می‌یابد تا سطح تماس بیشتری با لایه مخزن ایجاد شود.

## تاریخچه
حفاری افقی از دههٔ ۱۹۸۰ آغاز شد و با توسعه فناوری‌هایی مانند فرکینگ هیدرولیکی و تجهیزات جهت‌یاب (مثل MWD و RSS)، در دههٔ ۲۰۰۰ کاربرد گسترده در مخازن شیل، به‌ویژه در ایالات متحده، پیدا کرد.

## اصول فنی
- آغاز با حفاری عمودی تا رسیدن به عمق هدف
- استفاده از تجهیزات جهت‌یاب مانند MWD و Rotary Steerable System برای کنترل مسیر
- ادامه مسیر به‌صورت افقی برای افزایش سطح تماس با مخزن، معمولاً چند صد تا هزار متر

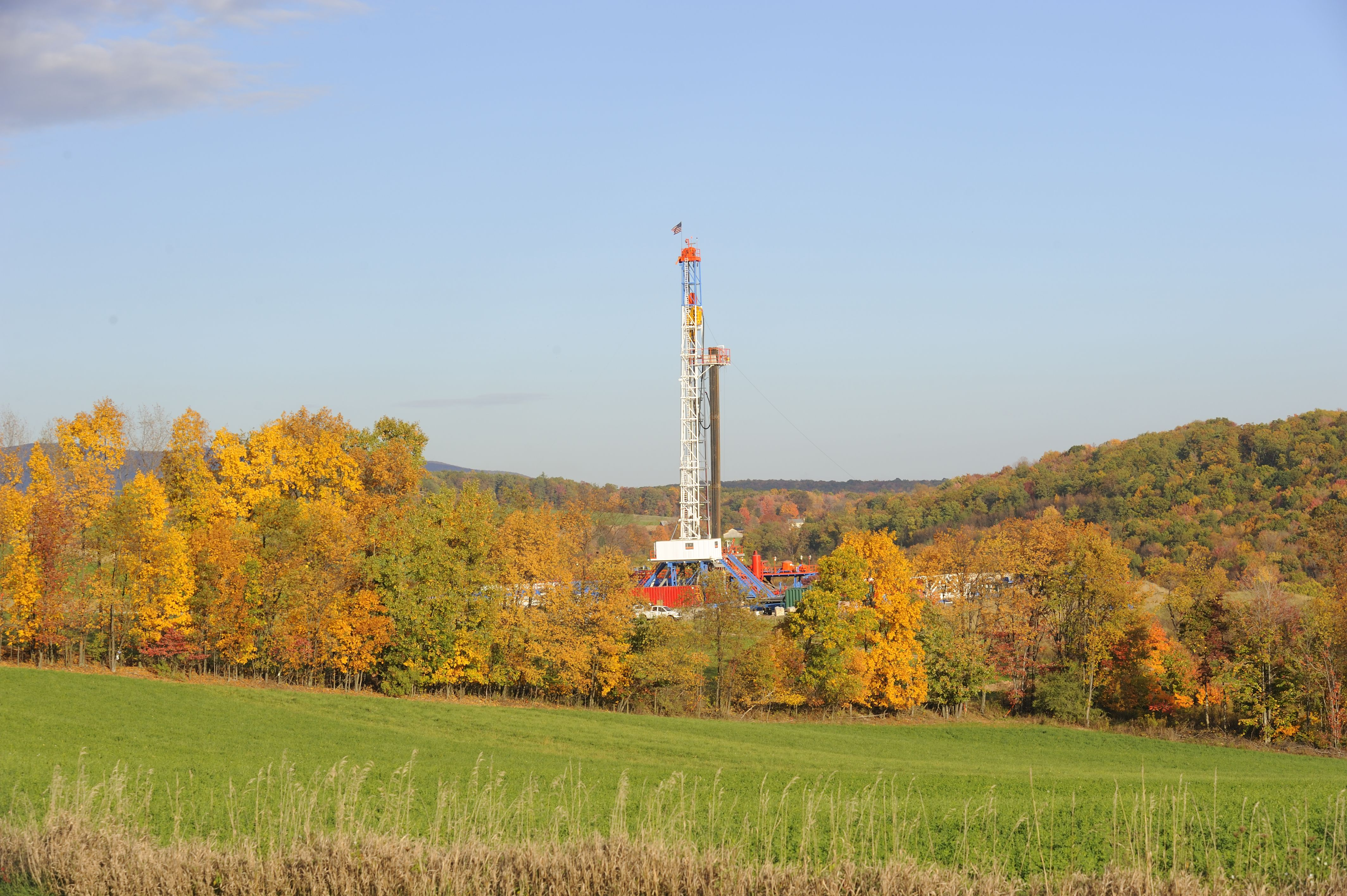
عملیات حفاری افقی در میدان نفتی

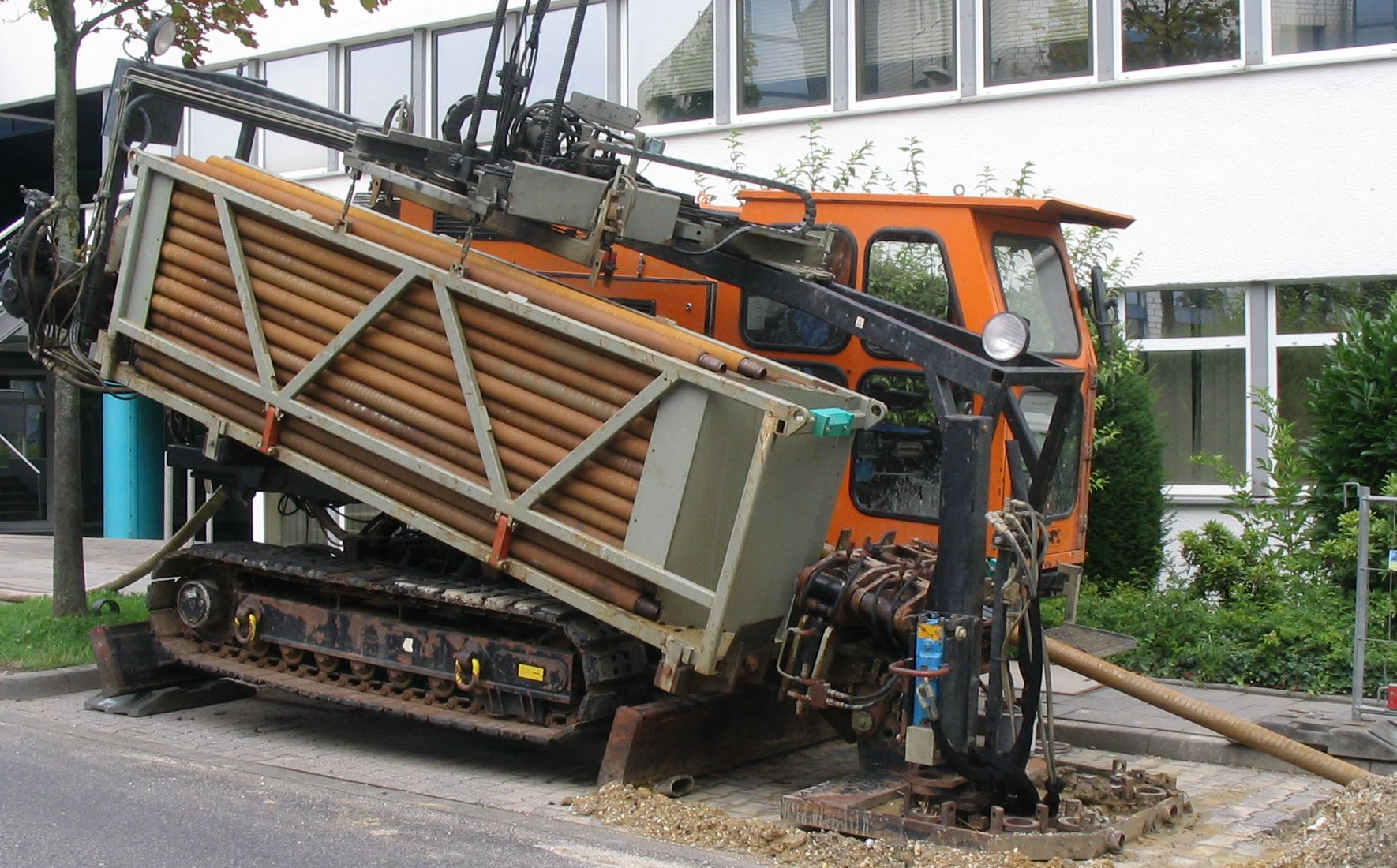
ماشین حفاری افقی در حال اجرای مسیر زیرسازمان سطحی

## مزایا
- افزایش سطح تماس چاه با ذخیره‌ساز تا چند برابر
- بهره‌وری اقتصادی بیشتر در مخازن کم‌نفوذ (tight reservoirs)
- کاهش تعداد چاه‌های سطحی و اثرات زیست‌محیطی مرتبط

## چالش‌ها و محدودیت‌ها
- هزینه و پیچیدگی فنی بالا نسبت به حفاری عمودی
- نیاز به تجهیزات جهت‌یابی دقیق و فناوری پیشرفته
- چالش در مدیریت فشار و انسداد در چاه‌های افقی طولانی

## کاربردها
- توسعه مخازن شیل و گاز tight
- ساخت چاه‌های چندشاخه (Multilateral wells)
- پروژه‌هایی با محدودیت زیست‌محیطی یا ساخت‌وساز در سطح

## وضعیت در ایران
ایران طی سال‌های اخیر گام‌های مهمی در حوزه حفاری افقی برداشته:
- **واردات و بومی‌سازی تجهیزات RSS**

```
 از سال ۱۳۸۴، شرکت‌های نفتی اقدام به واردات فناوری Rotary Steerable System کردند. بنا بر گزارش ایسنا، RSS از سه کشور برتر جهان وارد و با مشارکت داخل، توسعه یافت.
[
۳
]
```

- **تفاهم‌نامه برای تولید تجهیزات حفاری افقی بلند**

```
 مجله داخلی در ۱۴۰۲ از امضای قرارداد برای ساخت تجهیزات حفاری افقی بلند خبر داد که نشان‌دهنده پیشروی صنعتی و خودکفایی در این فناوری است.
[
۴
]
```

- **حفاری افقی در منابع غیرمتعارف**

```
 مقالات شانا و تیتربرتر گزارش می‌دهند که در میادین شیل مثل قالی‌کوه لرستان، حفاری افقی همراه با 
شکست هیدرولیکی
 به‌صورت پایلوت اجرا شده و ایران اکنون دارای دانش فنی شیل نفت است.
[
۵
]
[
۶
]
```

- **پژوهش‌های دانشگاهی و صنعتی**

```
 کنفرانس‌ها و ژورنال‌های دانشگاهی بین سال‌های ۱۳۸۲ تا ۱۳۹۹، مقاله‌هایی در زمینه مدل‌سازی دینامیک مسیر حفاری افقی و تحلیل ریسک منتشر کرده‌اند.
[
۷
]
[
۸
]
```